# Vitruvia
Vitruvia is een geslacht van kevers uit de familie bladkevers (Chrysomelidae).
De wetenschappelijke naam van het geslacht werd in 1903 gepubliceerd door Martin Jacoby.

## Soorten
- Vitruvia clavicornis Weise, 1912
- Vitruvia clytroides Weise, 1912
- Vitruvia monilicornis Weise, 1912
- Vitruvia unicolor (Jacoby, 1894)